# Türkenkriege

Belagerung und Entsatz der Stadt Wien im September 1683. Monumentalgemälde im Heeresgeschichtlichen Museum in Wien

Unter den Türkenkriegen oder zutreffender Osmanenkriegen versteht man die Kriege zwischen dem Osmanischen Reich, das nach dem Untergang des Byzantinischen Reichs im Jahre 1453 eine Ausdehnung nach Norden und Westen in Europa anstrebte, und europäischen Staaten. Die wichtigsten Gegner der Osmanen waren dabei anfangs die Republik Venedig, das Königreich Ungarn, die Habsburgermonarchie mit dem Heiligen Römischen Reich und Polen-Litauen, ab dem späten 17. Jahrhundert kam als Gegner Russland hinzu.
Mehrmals verbündete sich Frankreich mit den Osmanen gegen gemeinsame Feinde. Auch Schweden führte Kriege gegen Nachbarländer, wenn diese sich bereits mit der Pforte im Krieg befanden. Polen-Litauen war im 17. Jahrhundert zwischenzeitlich mit dem Khanat der Krimtataren verbündet. Polnische Patrioten suchten im 18. und 19. Jahrhundert Bündnisse mit den Osmanen.
Im Heiligen Römischen Reich wurden zeitweise erhebliche finanzielle und organisatorische Aufwendungen (vgl. Reichstürkenhilfe) unternommen, um der nach Erfindung des Buchdrucks zunehmend auch publizistisch herausgestellten Türkengefahr zu begegnen.
Die orthodoxen Staaten durchliefen im 15. und 16. Jahrhundert schwere Kämpfe, bei denen Konfliktparteien die Osmanen zu Hilfe riefen. Die Mehrzahl der „Türken“ im Sultansheer waren jedoch nicht die turksprachigen Muslime aus Anatolien, sondern von Beginn an Angehörige der regionalen Bevölkerung (Griechen, Bulgaren, Albaner, Serben, Walachen). Es war nicht notwendig, zum Islam zu konvertieren, um im Osmanischen Reich Karriere zu machen. Die Hilfsvölker der Osmanen waren überwiegend orthodoxe Christen. Die Eroberung Südosteuropas war demnach keine reine Invasion aus Asien, sondern auch eine Art von „Bürgerkrieg“ zwischen Anhängern und Gegnern der Osmanen.

## Geschichte
Beginnend mit den osmanischen Siegen auf dem Amselfeld 1389 und in der Schlacht bei Nikopolis 1396, insbesondere nach der Eroberung Konstantinopels 1453 sowie der Schlacht von Mohács 1526 kam das expandierende Osmanische Reich in direkten Kontakt mit den Staaten Mitteleuropas. Zunächst versuchte Venedig durch zahlreiche Kriege seinen Einfluss im östlichen Mittelmeerraum zu sichern, musste jedoch Rücksicht auf seine Handelsbeziehungen mit der Hohen Pforte nehmen.
Nach der Schlacht von Mohács setzte das Osmanische Reich seine Bemühungen fort, Mitteleuropa zu erobern. Ungarn war damals durch den Machtkampf zwischen Ferdinand I. und Johann Zápolya geschwächt. Die osmanische Armee, unterstützt durch Zápolya, drang im Ersten Österreichischen Türkenkrieg bis nach Preßburg schnell vor, richtete dann aber ihr Augenmerk auf Wien. Nach einer knapp einmonatigen Belagerung vom 21. September bis 15. Oktober 1529 zogen die Türken wieder ab. Diese latente Gefahr veranlasste Karl V. zu einer aktiveren Verteidigungsstrategie. 1530 kam es zu einigen Kämpfen zwischen dem Kaiser und den Türken auf dem Gebiet Ungarns. Karl kam es dabei nicht nur auf den Sieg gegen die Osmanen an, auch der Gedanke an die ungarische Krone spielte hier eine Rolle. Im Jahre 1532 schloss der Kaiser mit den protestantischen Reichsfürsten den Nürnberger Religionsfrieden, was Süleyman I., der mit seinem Heer an den Grenzen Österreichs stand, zum kampflosen Rückzug veranlasste. Am 23. Juli 1533 wurde mit den Osmanen ein Friedensvertrag geschlossen, mit Zápolya ein Waffenstillstand.
Zu einem neuen Angriff der Türken kam es 1537. Die Osmanen besiegten an der Grenze zu Slowenien die Heere Ferdinands. 1538 wurde ein weiterer Friedensvertrag geschlossen, aus dem Zápolya als Sieger hervorging. 1541 eroberten die Türken Buda und besetzten für lange Zeit das Gebiet des heutigen Ungarn und Teile Kroatiens. 1544 fiel die Stadt Kraljeva Velika in die Hand der Türken, von wo aus sie ihre Angriffe auf Zagreb organisierten. Ferdinand ernannte 1557 Adam von Trott zum Reichsgeneralfeldmarschall für einen neuen Feldzug gegen die Türken in Ungarn, der jedoch abgebrochen wurde, als die Reichsstände die erforderlichen Gelder nicht bewilligten. Schon über 70 Jahre alt, brach Süleyman 1566 zu einem abermaligen Heereszug gegen Ungarn auf, starb aber während der Belagerung von Szigetvár am 5. September 1566.
Tripolis im heutigen Libyen, das während des Mittelalters unter arabischer Herrschaft gestanden hatte, geriet 1509 unter spanische Herrschaft. Kaiser Karl V. überließ die Stadt 1530 den Johannitern als Lehen, aber schon 1551 wurde sie von den Türken unter Turgut Reis erobert, der daraufhin vom Sultan zum Bey von Tripolis ernannt wurde.
Die Hauptlast der Abwehrkriege trug bis 1525 das Königreich Ungarn, danach das habsburgische Österreich im Verbund mit anderen Staaten des Heiligen Römischen Reiches Deutscher Nation. Es richtete vor allem in Kroatien die „Militärgrenze“ ein, die mit Wehrbauern besiedelt wurde. Nachdem die diplomatischen Versuche über die Verlängerungen des Friedens 1663 zwischen dem Türken- und dem Habsburgerreich misslungen waren, setzte der Großwesir Ahmed Köprülü am 12. April 1663 in Edirne ein etwa 100.000 Mann starkes Heer in Marsch. Sein Ziel war Buda, das Ende Juni erreicht wurde. Am 7. August siegten die Türken im Raum von Gran über die kaiserlichen Truppen. Schwer traf das Kaiserreich auch der Verlust der Festung Neuhäusl (Nové Zámky), die die Türken am 25. September eroberten. Danach zog sich der Großwesir mit einem Teil seines Heeres zum Überwintern nach Belgrad zurück. Mit etwa 40.000 Mann trat er am 8. Mai 1664 einen neuen Feldzug gegen das Habsburgerreich an. Ein Teil des kaiserlichen Heeres, das von Feldherr Raimondo Montecúccoli befehligt wurde, versuchte noch vor Eintreffen der Türken die Festung Canischa (Nagykanizsa) zu erobern. Doch die Belagerung blieb ohne Erfolg, und Montecúccoli musste sich wieder zurückziehen.

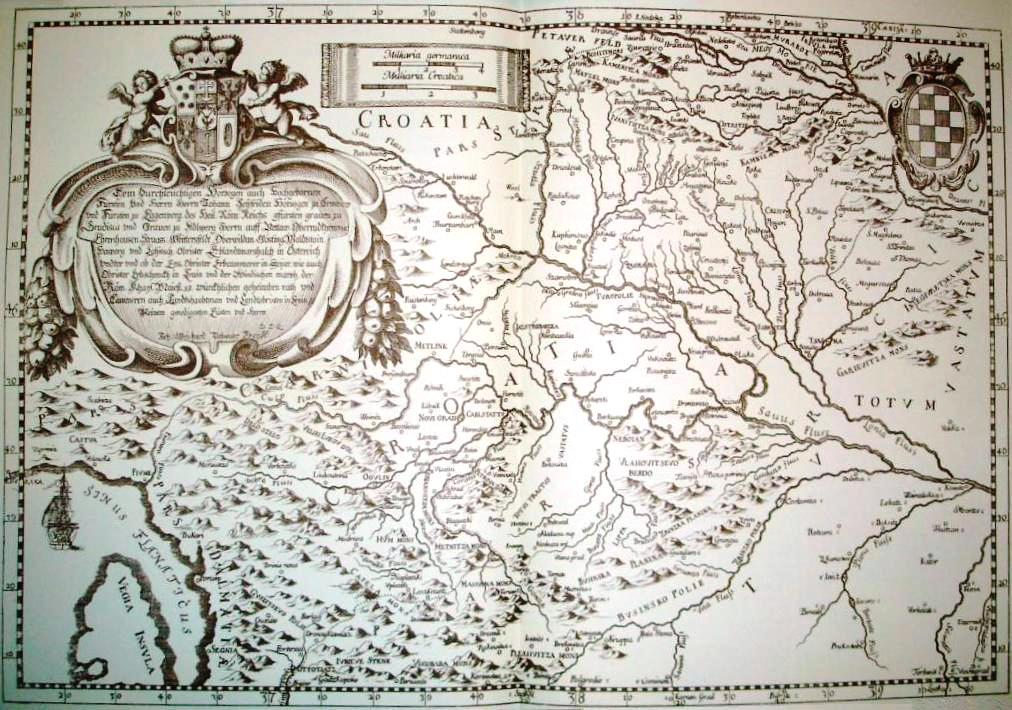
Karte Kroatiens mit der türkisch-habsburgischen Grenze am Anfang des Großen Türkenkrieges

Als die Türken herannahten, kamen auch Verstärkungen für das kaiserliche Heer, darunter Bayern, Schwaben, Niedersachsen, Westfalen, Franken und sogar ein französisches Hilfskorps, an. Dieses Heer mit einer Stärke von etwa 25.000 Mann bezog am 30. Juli 1664 bei Mogersdorf Stellung, nachdem die Türken im benachbarten St. Gotthard (Szentgotthárd) eingerückt waren.
Da die Übertrittsversuche über den Fluss Raab von den Kaiserlichen vereitelt wurden und Großwesir Ahmed Köprülü glaubte, dass noch nicht alle kaiserlichen Truppenteile in Mogersdorf eingetroffen seien, ließ er die Armee in Angriffsstellung gehen. Nach einem nächtlichen Artilleriefeuer griffen rund 12.000 Türken am Morgen des 1. August die kaiserlichen Truppen an. Aus der blutigen zehnstündigen Schlacht ging Montecúccoli als Sieger hervor. Die Türken verloren an diesem Tag etwa 10.000 Mann, während auf der kaiserlichen Seite lediglich 2.000 Tote zu beklagen waren. Die Türken hatten an diesem Tag auch ihren Ruf der Unbesiegbarkeit verloren, denn zum ersten Mal wurde in einer offenen Feldschlacht ein türkisches Heer von einer abendländischen Streitmacht besiegt. Am 10. August 1664 schlossen Kaiser Leopold I. und Großwesir Ahmed Köprülü auf 20 Jahre den Frieden von Eisenburg. Beide Kriegsparteien hatten zur Zeit andere Sorgen. Der Großwesir wollte den schon 19 Jahre währenden Krieg gegen Venedig auf Kreta zu Ende bringen, und der Kaiser konnte sich nun endlich dem französischen König Ludwig XIV. zuwenden, der mit seinen Expansionsplänen die westlichen Reichsherrschaften bedrohte.
Der Friedensvertrag wurde nach fast zwanzig Jahren 1682 nicht mehr verlängert. Vom französischen König Ludwig XIV. ermutigt, und um den überaus erfolgreichen anti-habsburgischen Kuruzenaufstand unter Fürst Emmerich Thököly in Oberungarn zu unterstützen, brach Sultan Mehmed IV. am 31. März 1683 mit etwa 150.000 Mann von Edirne nach Belgrad auf, wo sie Anfang Mai ankamen.
Erst am 27. Juni beschloss der Sultan, dass Wien das Ziel sein sollte. Währenddessen griff der kaiserliche Feldherr, Herzog Karl von Lothringen, mit der Taktik „Angriff ist die beste Verteidigung“ in Oberungarn die Festungen Neuhäusl und Gran (Esztergom) an. Als er bemerkte, dass die Türken direkt nach Wien marschierten und ihm den Rückweg abzuschneiden drohten, zog er sich mit 30.000 Mann nach Wien zurück, wo er mit der Kavallerie das Nordufer der Donau sicherte, während er seine Infanterie zur Verteidigung der Stadt zurückließ. Der Kaiser war auf Drängen der Berater aus Wien geflohen, was er später bereute, denn dadurch verlor er sein Ansehen beim Volk. Rund 11.000 kaiserliche Soldaten und 5.000 kampfbereite Bürger standen dem Stadtkommandanten Graf Ernst Rüdiger von Starhemberg zur Verteidigung von Wien zur Verfügung.
Am 14. Juli 1683 begann die Belagerung von Wien (Zweite Wiener Türkenbelagerung), die sich bis zum 12. September hinzog. Am Morgen des 12. September begann der Angriff in der Schlacht am Kahlenberg des 80.000 Mann starken Entsatzheeres unter Polens König Jan III. Sobieski. Noch am selben Tag waren die Türken vertrieben.
Im Jahre 1684 schlossen sich das Kaiserreich, Polen und Venedig zur Heiligen Liga zusammen. Karl von Lothringen begab sich mit fast 18.000 Soldaten auf einen neuen Feldzug nach Ofen (Buda). Nachdem die Hauptarmee am 13. Juni bei Gran über die Donau setzte, erschien die Vorhut des kaiserlichen Heeres unter dem Befehl von Maximilian Lorenz von Starhemberg und des Generals der Kavallerie Markgraf Ludwig von Baden am 15. Juni vor Vicegrad (Visegrád). Am 16. Juni wurde die Stadt Gran von den kaiserlichen Truppen ungeachtet ihrer starken Mauern im Sturm erobert, nachdem ein Tor mit dem Geschütz zerstört worden war. Der größte Teil der türkischen Besatzungstruppen wurde getötet und die Stadt geplündert. Nur wenige Türken konnten sich in das Schloss auf dem Felsen oberhalb der Stadt zurückziehen. Nach nur eineinhalbtägiger Belagerung kapitulierte am 18. Juni die restliche türkische Besatzung.

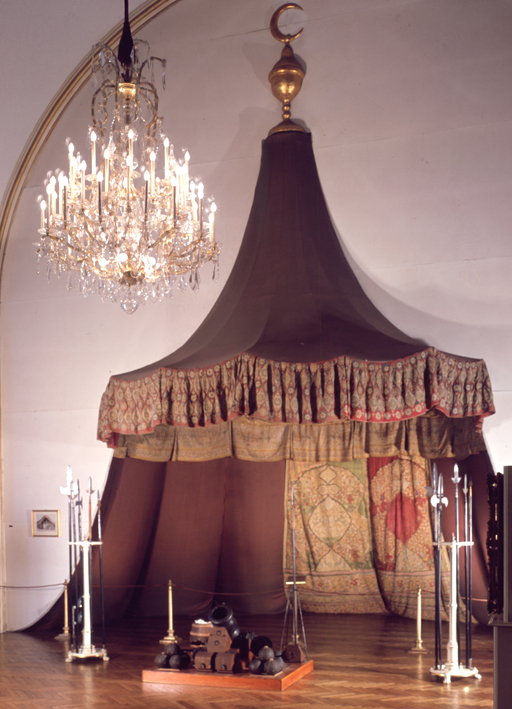
Osmanisches Staatszelt, Anfang 18. Jahrhundert; davor der Mörser von Belgrad (Heeresgeschichtliches Museum, Wien)

Am 27. Juni traf das kaiserliche Heer bei Waitzen (Vác) auf ein 17.000 Mann starkes türkisches Heer. Obwohl sich die Türken an einer günstigen Position verschanzt hatten, ließ Karl von Lothringen mit Kanonenfeuer den Kampf eröffnen. Das Zentrum der kaiserlichen Truppen wurde dabei von Maximilian Lorenz von Starhemberg angeführt, und nach einem eher kurzen Kampf konnten die türkischen Truppen geschlagen werden. Sogar Waitzen fiel noch am selben Tag in die Hände der Kaiserlichen. Am 30. Juni rückte die kaiserliche Hauptarmee in die Stadt Ofen ein, die kurz zuvor von den Türken in Brand gesteckt worden war. Nachdem die Armee bei Waitzen wieder das Donauufer gewechselt hatte, begann am 14. Juli 1684, dem Jahrestag des Beginns der Wienbelagerung, mit 34.000 Mann die Belagerung von Ofen, das von etwa 10.000 Türken mit über 200 Geschützen verteidigt wurde. Die Belagerung wurde nach 109 Tagen aufgegeben, da die Witterung schlecht und die Moral der Truppe katastrophal war und die Türken ein Entsatzheer herangeführt hatten.
Erst in einem neuen Feldzug gelang es den Truppen der Liga am 2. September 1686, Ofen zu erobern. In den folgenden Jahren konnte mit den Siegen in der Schlacht bei Zenta und in der Schlacht von Peterwardein das Vielvölker-Königreich Ungarn von den Osmanen befreit werden. Einen entscheidenden Anteil daran hatten Ludwig Wilhelm von Baden, genannt der Türkenlouis, und der Feldherr Prinz Eugen von Savoyen.
Ein weiterer Verbündeter Österreichs in der sogenannten Heiligen Liga war die Republik Venedig, die ab 1684 die gesamte Halbinsel Morea (Peloponnes) eroberte, die davor Teil des Osmanischen Reichs war. Mit diesem Krieg stieg Österreich zur Großmacht auf, und das Osmanische Reich verlor mehr und mehr an Macht.
Die kriegerischen Auseinandersetzungen zwischen den christlichen Staaten Europas und dem Osmanischen Reich wurden auf drei Kontinenten ausgetragen. Neben Südosteuropa war zeitweilig auch Italien umkämpft, wo bereits 1480 ein osmanisches Heer Otranto eroberte. Mit den Osmanen verbündete Piratenflotten unternahmen im 16. Jahrhundert Plünderungszüge gegen spanische und italienische Küstenstädte. Das habsburgische Spanien unternahm seinerseits Feldzüge gegen das Osmanische Reich und seine Vasallen in Nordafrika und eroberte 1535 Tunis, während die Eroberung von Algier 1541 scheiterte. Durch die kolonialen Erwerbungen Portugals in Indien wurde auch Asien zum Schauplatz des Konflikts mit dem Osmanischen Reich. Von ihren Stützpunkten an der Westküste Indiens aus unternahmen die Portugiesen Angriffe auf osmanische Hafenstädte. Im Gegenzug griffen die Osmanen 1538 Diu an, das von seinen portugiesischen Kolonialherren verteidigt werden konnte. 1550 drangen die Portugiesen bis zum osmanisch beherrschten Basra in Mesopotamien vor.
Seit dem Ende des 17. Jahrhunderts expandierte Russland in südliche Richtung, ab 1739 mit dem langfristigen Ziel der Rückeroberung von Konstantinopel für die orthodoxe Christenheit. Die russischen Zaren erhoben als selbsternannte Erben des byzantinischen Kaisertums außerdem Anspruch auf die Schutzherrschaft über die orthodoxen Völker im Osmanischen Reich. Außerdem ging es um das Recht zur Durchfahrt der Meerengen, was wirtschaftliche Vorteile ermöglichen würde. Da sich Russland in den Kriegen gegen die Türken durchsetzen konnte und erheblich an Einfluss gewann, während das Osmanische Reich immer weiter an Boden verlor („der kranke Mann am Bosporus“), veränderte sich die Position der übrigen europäischen Staaten. Ihr Interesse bestand nunmehr darin, das Osmanische Reich zu erhalten, um ihre wirtschaftlichen Beziehungen nicht zu gefährden und keine politische Instabilität in der Region zu riskieren. Sie wollten einen weiteren Territorial- und Einflussgewinn Russlands verhindern, der zu einer russischen Hegemonie hätte führen können. Darum unterstützten sie die Osmanen im Krimkrieg gegen Russland und verhinderten 1878 eine bevorstehende russische Einnahme Konstantinopels.

## Übersicht der Türkenkriege
| Krieg | von – bis | Verlauf / Bemerkungen |
| --- | --------- | --- |
| 1. Venezianischer Türkenkrieg | 1423–1430 | Venedig, als führende Handels- und Seemacht im Mittelmeer, begann sich mit Hilfe seiner Söldnerheere dem Osmanischen Reich entgegenzustellen, als es seine Handelsinteressen durch die Expansion der Türken in Richtung Adriatisches Meer bedroht sah. Um seine Handelsprivilegien im Osmanischen Reich zu sichern, schloss es jedoch bald wieder Frieden und trat Thessaloniki an die Türken ab. |
| 2. Venezianischer Türkenkrieg (auch als „langer Türkenkrieg“ bezeichnet)                                                                | 1463–1479 | Nach dem Fall Konstantinopels (29. Mai 1453) begannen die Türken mit der Eroberung Griechenlands und vertrieben die Venezianer vom griechischen Festland und einem Großteil ihrer albanischen Besitzungen. Einer der Verbündeten Venedigs in diesem Krieg war der albanische Fürst Georg Kastriota, genannt Skanderbeg. |
| 3. Venezianischer Türkenkrieg | 1499–1503 | Innere Streitigkeiten der Osmanen nutzte Venedig, um 1489 Zypern zu erwerben. Trotz der Unterstützung durch Spanien, Portugal, Frankreich, den Kirchenstaat und die Johanniter musste Venedig weitere griechische Städte aufgeben und Tribut zahlen. |
| Belagerung von Rhodos | 1522–1523 | Der Johanniterorden (vgl. Geschichte des Johanniterordens) hatte sich 1309 auf der Insel Rhodos niedergelassen und kontrollierte von dort den Seehandel im östlichen Mittelmeer. Nach einer ersten vergeblichen Belagerung 1480 landete am 26. Juni 1522 ein großes osmanisches Invasionsheer auf der Insel, um die Herrschaft über das östliche Mittelmeer für das Osmanische Reich zu erlangen. Den bis zu 160.000 Invasoren standen wenige Tausend Verteidiger gegenüber. Nach schweren Kämpfen mussten die Johanniter am 22. Dezember kapitulieren und zogen am 1. Januar 1523 ab. |
| 1. Österreichischer Türkenkrieg 4. Venezianischer Türkenkrieg                                                                           | 1526–1562 | Der ungarische König Ludwig II., Adoptivsohn Kaisers Maximilian I., ehelichte 1515 Maria von Habsburg. Seine Schwester war mit Ferdinand I. verheiratet. Um gegen das sich festigende Bündnis vorzugehen, griff Sultan Süleyman der Prächtige die Ungarn an und schlug sie am 29. August 1526 in der Schlacht von Mohács, in der Ludwig II. fiel. Vom 26. September bis 14. Oktober 1529 kam es zur ersten Belagerung Wiens, die schlechte Versorgungslage zwang die Türken jedoch zum Rückzug. Im „Türkenjahr“ 1532 standen sich Karl V. und Süleyman mit ihren Heeren gegenüber, ohne dass es jedoch zur Entscheidungsschlacht kam. 1537 trat Venedig in den Krieg ein, 1538 wurde seine von Andrea Doria befehligte Flotte in der Seeschlacht von Preveza von den Türken geschlagen. Venedig schloss, um seine Handelsprivilegien zu retten, am 2. Oktober 1540 einen Separatfrieden: Es trat den Türken Gebiete in Dalmatien, die Ägäis und die letzten Städte auf Morea (Peloponnes) ab und zahlte 300.000 Dukaten Kriegsentschädigung. Österreich schloss 1547 einen auf fünf Jahre begrenzten Frieden und verpflichtete sich erstmals zur Zahlung eines jährlichen Tributs, in Höhe von 30.000 Dukaten. Doch auch danach kommt es immer wieder zu größeren Kampfhandlungen. Ein 1562 geschlossener Frieden währte ebenfalls nur kurz. Das Königreich Ungarn war bereits seit 1541 dreigeteilt: in das habsburgisch kontrollierte Königliche (Ober-)Ungarn, das osmanisch kontrollierte Zentralungarn und das Fürstentum Siebenbürgen, als osmanischen Vasallenstaat. |
| Belagerung von Malta | 1565–1565 | Nachdem 1522 die Türken den Johanniterorden von Rhodos vertrieben hatten, bot Kaiser Karl V. dem Orden die Insel Malta als neuen Ordenssitz an. Die Johanniter ließen sich 1530 auf der Insel nieder. Am 18. Mai 1565 begannen 40.000 Türken auf Befehl Süleyman des Prächtigen mit der Belagerung Maltas. Die etwa 9.000 Ordensritter hielten der Belagerung stand, bis die Osmanen am 8. September, nach Verlusten von schätzungsweise 20.000 Mann, wegen der drohenden Herbststürme die Belagerung abbrechen mussten. |
| 2. Österreichischer Türkenkrieg | 1566–1568 | Anlass war ein Aufstand des Siebenbürgener Fürsten Johann II. Sigismund Zápolya. 1566 kam es zur erfolgreichen osmanischen Belagerung von Szigetvár. Im ersten Frieden von Adrianopel wurde der Verlust Szigetvárs anerkannt, ansonsten der Status quo wiederhergestellt. Der Friedensschluss wurde mehrmals verlängert, so dass es bis 1593 zu keinen größeren Kampfhandlungen mehr kam. |
| 1. Russisch-Türkischer Krieg auch bekannt als Astrachan-Feldzug                                                                         | 1569      | Nach der russischen Eroberung der Khanate Kasan und Astrachan wollte das Osmanische Reich diese ehemals muslimischen Reiche im Wolga-Raum zurück in seine Einflusssphäre holen und unternahm zusammen mit dem Krimkhanat einen Feldzug gegen Astrachan. Um die osmanische Flotte für Truppentransport einsetzen zu können, wurde mit dem Bau eines Kanals zwischen zwei Nebenflüssen von Don und Wolga begonnen. Die Belagerung war jedoch erfolglos. |
| 5. Venezianischer Türkenkrieg | 1570–1573 | 1570/71 eroberten die Türken Zypern; Spanien, der Kirchenstaat und Venedig schlossen sich am 20. Mai 1571 zur Heiligen Liga zusammen. Ihre Flotte unter Don Juan de Austria schlug die Osmanen am 7. Oktober 1571 in der Seeschlacht von Lepanto. Trotz des Sieges schloss Venedig 1573 einen Separatfrieden, verzichtete auf Zypern und zahlte 300.000 Dukaten an das Osmanische Reich. |
| 3. Österreichischer Türkenkrieg (Langer Türkenkrieg)                                                                                    | 1593–1606 | Abwehrkrieg der Österreicher, begründet durch fast jährliche türkische Einfälle; 1606 Friede von Zsitvatorok, der Kaiser wurde vom Sultan als gleichberechtigter Verhandlungspartner anerkannt, eine einmalige Zahlung von 200.000 Gulden beendete den seit 1547 geschuldeten jährlichen Tribut 30.000 Dukaten (mit dem Gulden nahezu wertgleich). |
| 1. Polnischer Türkenkrieg | 1620–1621 | Polnische Versuche, in Siebenbürgen und Moldau Einfluss zu gewinnen, führten zur Entsendung eines osmanischen Heeres, das Ende 1620 bei Ţuţora am Pruth siegreich blieb. Im folgenden Jahr führte Sultan Osman II. persönlich ein Heer nach Moldau, das erfolglos Chotyn belagerte. Im Friedensvertrag verzichtete Polen auf seine Ansprüche auf die Moldau. |
| 2. Polnischer Türkenkrieg | 1633–1634 | Nach dem Tod des polnischen Königs Sigismund III. Wasa griffen russische Truppen Polen-Litauen an. Abaza Mehmed Pascha, der türkische Beylerbey von Eyâlet Silistra, sah seine Chance und fiel ebenfalls in Polen ein. Der polnische Hetman Stanisław Koniecpolski organisierte eine rasche und energische Verteidigung und konnte die Osmanen zurückschlagen. |
| 6. Venezianischer Türkenkrieg | 1645–1669 | Der Krieg spielte sich hauptsächlich auf Kreta ab. Nachdem die Türken am 24. Juni 1645 begonnen hatten, die Insel zu erobern, belagerten sie ab 1648 21 Jahre lang die schwer befestigte, von Söldnern verteidigte Hauptstadt Candia (das heutige Iraklio), bevor sie 1669 erobert wurde. |
| 4. Österreichischer Türkenkrieg | 1663–1664 | Nach Spannungen in Siebenbürgen begannen die Türken 1663 eine Offensive gegen Kaiser Leopold I. und eroberten mehrere Festungen in Oberungarn (unter anderem Neuhäusl). 1664 unterlagen sie jedoch den kaiserlichen Truppen bei Levice und St. Gotthard an der Raab. Der schnell folgende Frieden von Vasvár bestätigte den Status quo, einschließlich des türkischen Besitzes von Neuhäusl. |
| 3. Polnischer Türkenkrieg | 1672–1676 | Die Kosaken in der polnisch dominierten rechtsufrigen Ukraine unter der Führung von Hetman Doroschenko stellten sich unter den Schutz der Hohen Pforte; die forderte daraufhin die Abtretung der Gebiete von Polen; 1672 begann das Osmanische Reich den Krieg; nach schweren Niederlagen führte Jan Sobieski die Polen am 11. November 1673 in der Schlacht von Chotyn zum Sieg; Sobieski wurde daraufhin zum polnischen König Johann III. Sobieski gewählt. Der Krieg endete nach wechselvollen Erfolgen im Vertrag von 1676, in dem Podolien mit Kamieniec Podolski und der größte Teil der rechtsufrigen Ukraine dem Osmanischen Reich zugesprochen wurde. |
| 2. Russisch-Türkischer Krieg | 1676–1681 | Nach der Eroberung Podoliens im Krieg gegen Polen wollten die Osmanen ihre Herrschaft auch auf die Ukraine östlich des Dnepr ausdehnen. Die Kosaken vor allem aus der linksufrigen Ukraine unter Hetman Iwan Samojlowitsch verbündeten sich mit Russland und vertrieben mit ihrer Hilfe den türkenfreundlichen Hetman Doroschenko aus dessen Hauptstadt Tschyhyryn in der rechtsufrigen Ukraine 1674. Doroschenko eroberte mit ihm treuergebenen kosakischen Truppen Tschyhyryn 1676 zurück, wurde jedoch kurz darauf von den Kosaken aus der linksufrigen Ukraine und den Russen erneut belagert und diesmal gefangen gesetzt. Daraufhin schickte der türkische Sultan Ibrahim Szejtan und Juri Chmelnyzkyj als seinen Vasallen in die Ukraine 1677 mit einer etwa 120.000 Mann starken Armee Richtung der linksufrigen Ukraine in Marsch, die in einer Schlacht jedoch geschlagen wurde. 1678 erneuerte der Sultan seinen Willen die gesamte Ukraine zu unterwerfen und schickte bis zu 200.000 Mann unter Kara Mustafa gegen etwa 120.000 Russen und Ukrainer in Tschyhyryn. Die russische Armee konnte aus der Belagerung ausbrechen, den Dnepr überqueren und weitere türkische Angriffe abwehren. Schließlich wurde ein Friedensvertrag unterzeichnet, der den Dnepr als Grenze wieder bestätigte. |
| Großer Türkenkrieg 4. Polnischer Türkenkrieg 5. Österreichischer Türkenkrieg 3. Russisch-Türkischer Krieg 7. Venezianischer Türkenkrieg | 1683–1699 | Erneut in Abstimmung mit Frankreich begannen die Türken eine Offensive; 1683 kam es am 14. Juli zur zweiten Belagerung Wiens, der von Papst Innozenz XI. initiierten Heiligen Liga durch Jan Sobieski und Herzog Karl V. von Lothringen gelang es, durch seinen Sieg in der Schlacht am Kahlenberg am 12. September die Stadt zu entsetzen; beim Verfolgen der Truppen wurde Gran zurückerobert und nach einer erfolglosen Belagerung 1684 wurde 1686 Ofen zurückgewonnen. Bis 1687 eroberte Francesco Morosini die Peloponnes zurück; 1686 schloss Russland sich dem Krieg gegen das Osmanische Reich an, 1688 eröffnete Frankreich den Pfälzer Erbfolgekrieg, was zu einer Entlastung der Türken beitrug; 19. August 1691 Sieg von Ludwig Wilhelm I. von Baden (Türkenlouis) über die Türken bei Novi Slankamen; 11. September 1697 Sieg der Österreicher unter Prinz Eugen bei Zenta; 26. Januar 1699 Friede von Karlowitz: das Osmanische Reich musste umfangreiche Gebietsabtretungen hinnehmen: Ungarn, Siebenbürgen, Batschka an Österreich, Podolien an Polen, Asow an Russland und die Peloponnes an Venedig; Beginn vom Ende des Osmanischen Reiches, Österreich wurde Großmacht. |
| 4. Russisch-Türkischer Krieg (Teil des 3. Nordischen Krieges)                                                                           | 1710–1711 | Nachdem Peter I. die Schweden unter Karl XII. 1709 in der Schlacht bei Poltawa geschlagen hatte, flohen diese in das Osmanische Reich. Die russischen Truppen besetzten Bessarabien, wurden aber am Pruth eingeschlossen und mussten im Frieden vom Pruth am 22. Juli kapitulieren; Asow und Teile der Ukraine wurden nochmals osmanisch, Karl durfte frei abziehen. |
| Venezianisch-Österreichischer Türkenkrieg 8. Venezianischer Türkenkrieg 6. Österreichischer Türkenkrieg                                 | 1714–1718 | Zunächst verlor Venedig 1715 die Peloponnes; Kroaten hielten erfolgreich Sinj; 1716 forderten die Österreicher die Rückgabe des Gebietes an Venedig; am 5. August 1716 schlug Prinz Eugen die Osmanen in der Schlacht von Peterwardein, 1717 eroberte er Belgrad; im Frieden von Passarowitz vom 21. Juli 1718 erhielt Österreich Belgrad und einige weitere Gebiete; Venedig beteiligte sich fortan nicht mehr an den Türkenkriegen. |
| Russisch-Österreichischer Türkenkrieg 7. Österreichischer Türkenkrieg 5. Russischer Türkenkrieg                                         | 1736–1739 | Krieg Österreichs um Bosnien zu erobern; Siege der Türken in Serbien; 1735 wurde die Krim von den Russen verwüstet; 1737 wurde Bessarabien von Russland besetzt; am 18. September 1739 Friede von Belgrad, Österreich verlor die Eroberungen aus dem letzten Krieg wieder, Russland konnte nicht das angestrebte Recht auf freie Durchfahrt für seine Schiffe auf dem Asowschen und Schwarzen Meer durchsetzen. Trotz eines 1738 geschlossenen Bündnisses mit den Osmanen blieb Schweden zunächst neutral; erst nach Friedensschluss griff es die Russen an und hoffte daher im Krieg um Finnland vergeblich auf einen Zweifrontenkrieg. Für seine erfolgreiche Waffenhilfe gegen die Österreicher erhielt jedoch Frankreich 1740 zusätzliche Privilegien (Kapitulationen). |
| 6. Russisch-Türkischer Krieg | 1768–1774 | Im polnischen Bürgerkrieg wurden die Türken durch die Konföderation von Bar zu Hilfe gerufen, Russland besetzte Moldau und die Walachei, 1770 wurde die türkische Flotte im Hafen von Çeşme von der russischen vernichtet, 20. Juni 1774 Sieg der Russen unter Rumjanzew bei Kozluca in Bulgarien und Fortsetzung des Vormarschs auf Schumen; 21. Juli 1774 Friede von Küçük Kaynarca, die südliche Ukraine mit den Mündungen von Bug, Dnepr und Don kamen zu Russland, die Krim wurde unabhängig und 1783 von Russland annektiert, russische Schiffe durften die Meerengen durchfahren, Russland erhielt Protektoratsrecht über Orthodoxe im Osmanischen Reich, ersten Teilung Polens. |
| Russisch-Österreichischer Türkenkrieg 8. Österreichischer Türkenkrieg 7. Russisch-Türkischer Krieg                                      | 1787–1792 | Krieg zur Aufteilung des Osmanischen Reiches, 24. August 1787 Kriegserklärung Türkei an Russland, 9. Februar 1788 Kriegseintritt Österreichs, 1789 Österreicher eroberten Belgrad und Bukarest, Russen besetzten das Fürstentum Moldau, 1790 Sieg der Österreicher bei Kalafat, ein 1790 gegen Russland und Österreich geschlossenes osmanisch-preußisches Bündnis zwang Kaiser Leopold II. am 4. August 1791 zum Frieden von Sistowa mit dem Sultan; 9. Januar 1792 Frieden von Jassy, Dnepr wurde Grenzfluss zwischen Russland und dem Osmanischen Reich; Österreich nahm Abstand von dem Plan, das Osmanische Reich zu zerschlagen, da es mehr und mehr in Konkurrenz zu Russland stand; Preußen gab Russland freie Hand zur zweiten Teilung Polens; 1787 unternahm Zarin Katharina II. eine Inspektionsreise auf die neu eroberte Krim |
| Ägyptische Expedition der Franzosen | 1798–1801 | Formal, um die Autorität des Sultans wiederherzustellen und das Land von feudaler Mamelucken-Herrschaft zu befreien, besetzte die Französische Republik unter Napoleon Ägypten, was im Gegensatz zur traditionellen Bündnispolitik des Königreiches Frankreich stand. Das Osmanische Reich schloss unter dem Druck der britischen Flotte vor Istanbul 1799 ein Bündnis mit Großbritannien und dem mehrfachen Kriegsgegner Russland, ein französischer Vorstoß nach Syrien scheiterte vor Akko am türkisch-britischen Widerstand. Eine vollständige britisch-türkische Rückeroberung Ägyptens gelang trotz Kämpfen bei Abukir nicht vor dem britisch-französischen Friedensschluss von Amiens 1802. |
| 8. Russisch-Türkischer Krieg | 1806–1812 | Dem serbischen Aufstand von 1804 kam Russland zur Hilfe, es besetzte das Fürstentum Moldau und die Walachei; am 28. Mai 1812 musste Russland den Frieden von Bukarest schließen, um sich auf den zu erwartenden Angriff Napoleons zu konzentrieren. Russland erhielt Bessarabien, der Pruth wurde die neue Grenze zwischen den beiden Reichen; 1813 wurde Serbien von den Türken wieder unterworfen, die Südslawen, in ihrem Streben nach Unabhängigkeit, setzten von nun an auf Russland und nicht mehr auf Österreich. |
| 9. Russisch-Türkischer Krieg (Ende des Griechischen Unabhängigkeitskrieges)                                                             | 1828–1829 | Ermuntert vom serbischen Aufstand, erhoben sich auch die Griechen 1821; Russland besetzte Moldau und Walachei, 1829 überschritten die Russen erstmals das Balkangebirge; 14. September 1829 zweiter Friede von Adrianopel; Russland erhielt Territorien südlich des Kaukasus; Moldau, Walachei und Serbien wurden autonom und gerieten unter russischen Einfluss, die Meerengen waren für alle Schiffe frei. |
| 10. Russisch-Türkischer Krieg (Teil des Krimkriegs)                                                                                     | 1853–1856 | Die Forderung des russischen Zaren Nikolaus I. über ein Protektorat für seine orthodoxen Glaubensbrüder im Osmanischen Reich wurde von der Hohen Pforte abgelehnt, Russland besetzte die Fürstentümer Moldau und Walachei; Großbritannien und Frankreich unterstützten die Türken und eroberten im Krimkrieg Sewastopol; im Pariser Frieden vom 30. März 1856 kamen Moldau und Walachei unter ein Protektorat der Westmächte, Südbessarabien fiel an die Moldau, die Donauschifffahrt wurde internationalisiert, das Schwarze Meer entmilitarisiert; die innere Krise Russlands trat zu Tage und führt zu Reformen, unter anderem der Bauernbefreiung. |
| 11. Russisch-Türkischer Krieg (Balkankrise)                                                                                             | 1877–1878 | Nach der Niederlage Serbiens im Serbisch-Türkischen Krieg (1876–1878) führten russische Truppen den Krieg fort, besetzten die zwischenzeitlich zu Rumänien zusammengeschlossenen ehemaligen Fürstentümer Moldau und Walachei abermals, eroberten Plewen und standen vor Konstantinopel, als es am 3. März 1878 zum Frieden von San Stefano kam: Das Osmanische Reich musste sich einem für Russland günstigen Diktatfrieden beugen. Da dieser Machtzuwachs den Großmächten Österreich-Ungarn, Großbritannien und Frankreich zu weit ging, wurde der Balkan auf dem Berliner Kongress am 13. Juli erneut aufgeteilt: Rumänien, Serbien und Montenegro wurden unabhängig, Bulgarien erhielt einen Sonderstatus, blieb jedoch dem Osmanischen Reich gegenüber tributpflichtig, Österreich-Ungarn durfte Bosnien und die Herzegowina besetzen, Großbritannien erhielt Zypern, während Raszien, Albanien, Makedonien und Rumelien beim Osmanischen Reich verblieben. |

## Museale Rezeption
In der Dauerausstellung des Wiener Heeresgeschichtlichen Museums nehmen die Türkenkriege des 16., 17. und 18. Jahrhunderts einen breiten Raum der Ausstellung ein. Zahlreiche Objekte sind der Öffentlichkeit zugänglich, darunter mehrere Rossschweife und die Reflexbögen der berüchtigten Sipahi. Besondere Stücke sind auch ein türkisches Kettenhemd aus dem Besitz des bei Mogersdorf siegreichen kaiserlichen Feldherren Raimondo Montecuccoli, eine silberne türkische Kalenderuhr, eine 1683 vor Wien erbeutete türkische Standarte (Sancak-i Şerif) sowie das Siegel des türkischen Sultans Mustafa II., welches durch Prinz Eugen von Savoyen in der Schlacht bei Zenta 1697 erbeutet wurde. Ein weiteres Beutestück des Prinzen Eugen (aus der Schlacht von Peterwardein 1716) ist ein türkisches Staatszelt, welches sich in Fragmenten erhalten hat und ebenfalls in der Dauerausstellung zu sehen ist.
Ebenfalls museal zugänglich ist die Karlsruher Türkenbeute im Badischen Landesmuseum Karlsruhe. Dabei handelt es sich um eine Sammlung von Trophäen, die im 17. Jahrhundert von den badischen Markgrafen in den Türkenkriegen erbeutet wurden. Zu der Sammlung gehören unter anderem das Kettenhemd des Kara Mustafa Pascha, Großwesir der Janitscharen, sowie Rüstungen und Waffen.